# Michael Feiner
Michael Feiner (* 2. September 1959 in Memmingen) ist ein deutscher Arzt und Diplomat. Seit Mitte 2020 ist er stellvertretender Leiter der Deutschen Botschaft in Wellington/Neuseeland. Vorher war er ab August 2017 Generalkonsul in Kalkutta, Indien.

## Leben
Feiner absolvierte nach dem Abitur 1979 zwischen 1980 und 1987 ein Studium der Medizin an der Julius-Maximilians-Universität Würzburg, der Eberhard Karls Universität Tübingen sowie der University of Liverpool. Nach Abschluss des Studiums war er zwischen 1988 und 1990 als Arzt an der Witwatersrand-Universität in Johannesburg tätig. Zwischenzeitlich erfolgte 1989 seine Promotion zum Doktor der Medizin an der Universität Tübingen mit einer Dissertation mit dem Titel Entlassungen aus stationärer Behandlung in der Kinder- und Jugendpsychiatrie.
Nach seiner Rückkehr aus Südafrika trat Feiner 1990 in den auswärtigen Dienst ein und absolvierte zwischen 1990 und 1992 den Vorbereitungsdienst für den höheren Auswärtigen Dienst. Nach einer Verwendung von 1992 bis 1994 als Ständiger Vertreter des Botschafters in Angola absolvierte er ein postgraduales Studium der Verwaltungswissenschaften an der Harvard University, das er 1995 mit einem Master of Public Administration (M.P.A.) abschloss.
Daraufhin folgte zwischen 1995 und 1998 eine Verwendung an der Ständigen Vertretung bei den Vereinten Nationen in New York City sowie danach in der Zentrale des Auswärtigen Amtes in Berlin, ehe er von 2000 bis 2002 Leiter des Programms Rechte der Kinder und Schutz des Kindes der UNICEF in Myanmar war. Nach einer anschließenden Tätigkeit als Leiter Presse und Kultur an der Botschaft in Brasilien (2002–2006) war er von 2006 bis 2010 Stellvertretender Referatsleiter des Afrika-Referates im Auswärtigen Amt. Im Anschluss war er zwischen 2010 und 2013 Ständiger Vertreter des Botschafters in Malaysia.
Im September 2013 wurde Feiner Botschafter der Bundesrepublik Deutschland im Niger und damit Nachfolger von Gordon Kricke. Er verblieb auf diesem Posten bis 2015 und wurde dann durch Bernd von Münchow-Pohl abgelöst. Nach einer Verwendung als Austauschbeamter im Deutschen Bundestag wurde er 2017 als Generalkonsul nach Kalkutta versetzt. Mitte 2020 wechselte er von dort als stellvertretender Leiter an die Botschaft in Wellington. 2022 war er bis zum Dienstantritt der neuen Botschafterin Nicole Menzenbach kurzzeitig Geschäftsträger a. i. der Botschaft.

## Veröffentlichungen
- Entlassungen aus stationärer Behandlung in der Kinder- und Jugendpsychiatrie, Dissertation, Universität Tübingen 1989